# Oberá

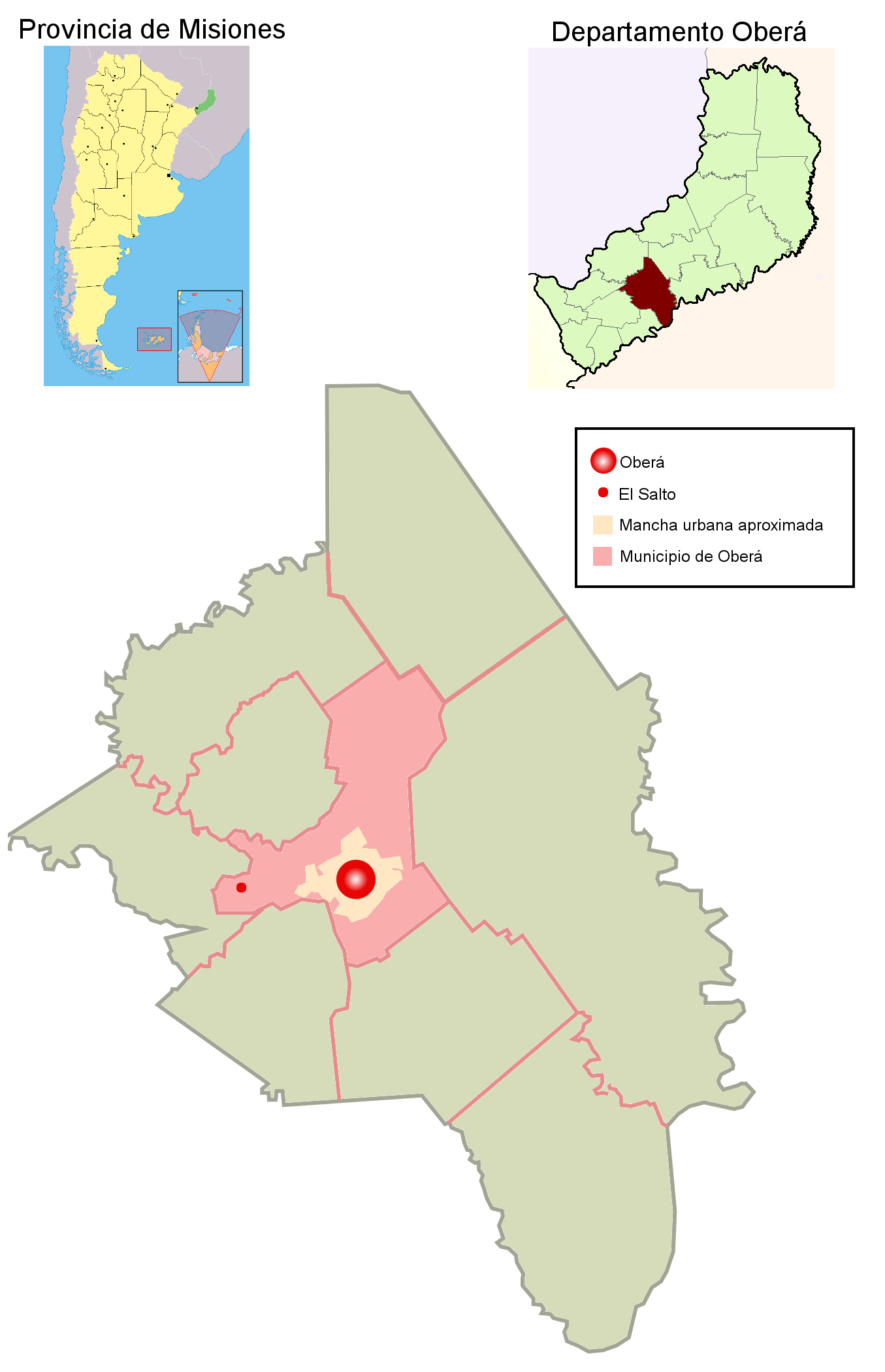
La città (in giallo) ed il comune (in rosa) di Oberá nel dipartimento omonimo (in verde).

Oberá  è una città dell'Argentina della provincia di Misiones.
Capoluogo del dipartimento di Oberá, chiamata anche Capital del Monte o Capitale della Foresta, è situata a 96 chilometri da Posadas.
È la seconda città per grandezza e per importanza della provincia ed è il capoluogo della "Sierras Centrales", circondata da un territorio ricco di vegetazione, corsi d'acqua, cascate e zone montagnose che generano un paesaggio variegato.
È una città moderna, che conta su una varietà di servizi, fra cui si evidenziano i trasporti ed il commercio, può contare su una buona professionalità degli alberghi e su ottimi servizi di ristorazione.
Rappresenta il polo educativo e culturale della "Zona Centrale", per la presenza di facoltà e corsi. Dal lato economico, mostra una buona dimensione agricolo-industriale. Si nota come sia potente l'eredità culturale europea, che deriva dall'essere un luogo scelto dagli immigranti europei per la loro formazione ed istruzione.
Ad Oberá esistono e coesistono oltre 15 collettività nazionali che mantengono in tutto o in parte la cultura e la tradizione dei loro antenati. Nei primi quindici giorni di settembre di ogni anno - come celebrazione di questa fratellanza - si tiene la festa nazionale dell'immigrante, una fastosa celebrazione che ricorda gli immigrati di tutte le nazionalità.
Oberá è chiamata anche la "città delle chiese". Il nome deriva dal numero di templi cittadini: 30 chiese per soli 60 000 abitanti.
Oberá attraversata dalla strada nazionale 14, a circa 95 km dall'aeroporto della città di Posadas e a 1 150 chilometri a nord di Buenos Aires cui è collegata quotidianamente grazie a linee dirette di autobus.

## Economia

### Turismo
Nella città, oltre alle chiese, è possibile visitare:
- Jardín de los Pájaros: (Giardino degli uccelli) (con più di 200 specie di volatili)
- Monteaventura: Parco ricreativo con sentieri pedonali e giochi ecologici.
- Salto Berrondo: Località nella foresta con servizi di campeggio.
- Riserva del Chachí: Riserva nei dintorni della città in cui si possono osservare le felci giganti del Chachi.
- Centro Zootoxicológico: Visite guidate a uno dei serpentari più grandi del paese.
- Oberá Park: Centro estivo di ricreazione per passare una giornata nella natura.
- Parque de las Naciones: (Parco delle nazioni) Per apprezzare le case tipiche delle 14 collettività, in settembre vi si tiene la festa dell'immigrante.
- Museo storico e delle scienze naturali: all'interno del Parque de las Naciones.
- Casa de la cultura: mostre permanente di vari artisti.
- Altre: Emprendimientos di terra-turismo (piccoli poderi con le attività rurali), piantagioni ed essiccatoi di Yerba Maté e tè (per conoscere i prodotti principali della provincia di Misiones).